# 대한예수교장로회(합신)

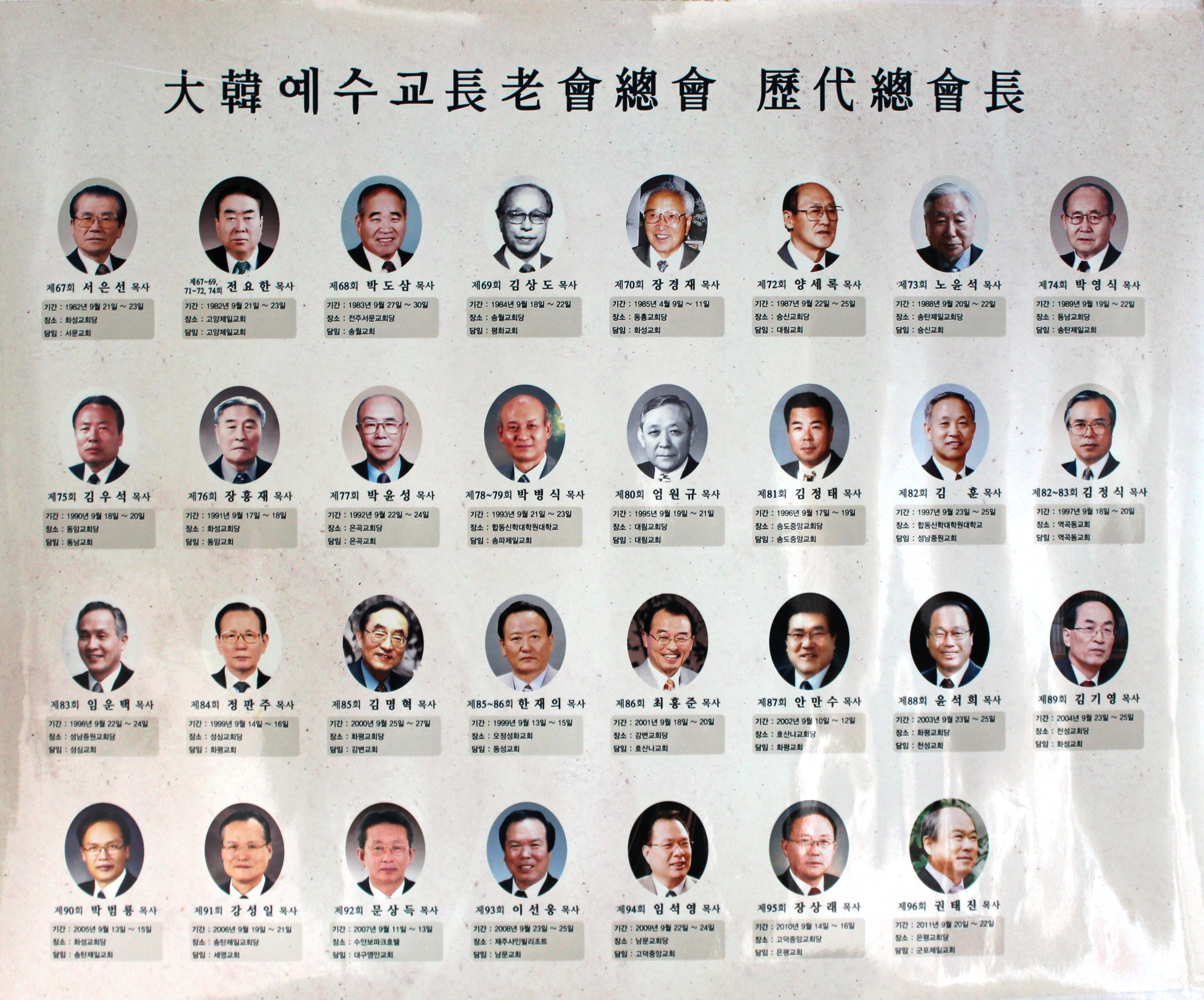
대한예수교장로회(합신) 역대총회장 제 67회-제 96회

대한예수교장로회(합신)(The Korean Presbyterian Church)은 1981년 세워진 장로교 교단으로, 약칭은 예장합신이다. 한국교회연합, 한국장로교총연합회에 가입돼 있다. 예장합동에서 파생된 교단이며, 1981년 9월 22일 남서울 교회당에서 대한예수교 장로회(개혁)이라는 이름으로 제 66회 총회로 16개 노회 약 200여 교회와 함께 창립하였다. 예장합동과 더불어서 성경적 개혁신학을 추구하는 교단이다.

## 교단 통계
- 노회 : 21개
- 교회 : 896개
- 교역자 : 총 2,636명 (목사 : 1,982명, 강도사 : 78명, 전도사 : 576명)
- 교인 : 총 152,316명 (장로 : 1,101명, 세례교인 : 86,023명)
- 선교사 : 390명 (46개국, 202가정)
- 인준 신학교 : 합동신학대학원대학교

## 같이 보기
- 합동신학대학원대학교